# Max Thieriot
Maximilion Drake „Max” Thieriot (ur. 14 października 1988 w Los Altos Hills) – amerykański aktor filmowy i telewizyjny.

## Życiorys

### Wczesne lata
Urodził się w Los Altos Hills w Kalifornii jako syn Bridgit Ann (z domu Snyder) i George’a Camerona Thieriota. Jego prapradziadek, Michael Henry de Young, który pochodził z Holandii był pochodzenia żydowskiego, ale później przeszedł na katolicyzm i był współzałożycielem gazety „San Francisco Chronicle”, którą później prowadzili inni członkowie jego rodziny. Dziadkowie ze strony ojca Thieriota, Frances Harrison (z domu Dade) i Ferdinand Melly Thieriot, utonęli z SS Andrea Doria w 1956.
Thieriot wychowywał się w Occidental w hrabstwie Sonoma wraz ze swoją starszą siostrą Frances „Frankie” Cameron i młodszym bratem, Aidanem. Uczył się w Sonoma Country Day School w Santa Rosa i El Molino High School w Forestville.

### Kariera
Po podpisaniu umowy z menedżerem Donem Gibble’em, pracował jako model dla Gap Inc. i pojawił się w dwóch filmach krótkometrażowych, zanim został obsadzony w swojej pierwszej roli w filmie fabularnym. W komedii przygodowej Łapcie tę dziewczynę (2004) zadebiutował jako Gus u boku Kristen Stewart i Jennifer Beals. Jednak sławę zdobył dzięki roli młodego Davida Rice’a w przygodowym filmie fantastycznonaukowym Douga Limana Jumper (2008) z Haydenem Christensenem. Za rolę Willa Shepherda w komediodramacie Kit Kittredge: Amerykańska dziewczyna (2008) otrzymał Young Artist Award (2009).

## Życie prywatne
1 czerwca 2013 ożenił się z Alexis „Lexi” Murphy. Mają dwóch synów: Beauxa (ur. 2015) i Maksyma (ur. 21 stycznia 2018).
W 2011 wspólnie z dwoma przyjaciółmi założył winiarnię w Hrabstwie Sonoma.

## Wybrana filmografia
- 2004: Łapcie tę dziewczynę jako Gus
- 2005: Pacyfikator jako Seth Plummer
- 2007: Nancy Drew i tajemnice Hollywood jako Ned Nickerson
- 2008: Jumper jako młody David
- 2008: Kit Kittredge: Amerykańska dziewczyna jako Will Shepherd
- 2010: Zbaw mnie ode złego jako Adam „Bóg” Hellerman
- 2012: Dom na końcu ulicy jako Ryan Jacobson
- 2013–2017: Bates Motel jako Dylan Massett